# VIII grupa poboczna
VIII grupa poboczna (grupa VIIIB) – dawne określenie pierwiastków 8, 9 i 10 grupy układu okresowego. Ich wartościowość dochodzi niekiedy do 8, a przy tym często są nieaktywne. Stąd pochodzi nazwa sugerująca, że są odpowiednikami gazów szlachetnych (VIII grupa główna).
Tradycyjnie 9 naturalnych pierwiastków grupy VIIIB dzieli się na triadę żelazowców i platynowce – triadę platynowców lekkich i triadę platynowców ciężkich.
|                    | grupa 8 (żelazowce) | grupa 9 (kobaltowce) | grupa 10 (niklowce) |
| ------------------ | ------------------- | -------------------- | ------------------- |
| triada żelaza      | żelazo              | kobalt               | nikiel              |
| platynowce lekkie  | ruten               | rod                  | pallad              |
| platynowce ciężkie | osm                 | iryd                 | platyna             |
|                    | has                 | meitner              | darmsztadt          |